# Paul Hodes

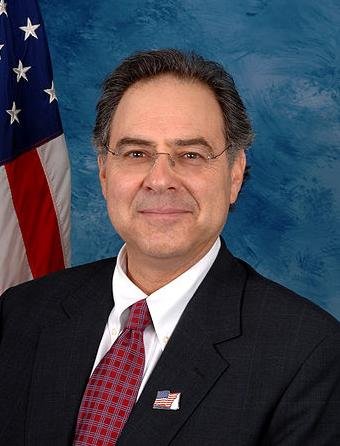
Paul Hodes

Paul Hodes, född 21 mars 1951 i New York, är en amerikansk demokratisk politiker som representerade delstaten New Hampshires andra distrikt i USA:s representanthus 2007–2011.
Hodes avlade 1972 grundexamen vid Dartmouth College och 1978 juristexamen vid Boston College.
Paul Hodes utmanade sittande kongressledamoten Charles Bass utan framgång i kongressvalet 2004. Bass vann med 58% av rösterna mot 38% för Hodes. Hodes utmanade Bass på nytt i kongressvalet i USA 2006 och vann med 52,7% av rösterna mot 45,6% för Bass. Hodes omvaldes två år senare och kandiderade utan framgång i senatsvalet 2010.
Hodes är judisk. Han och hustrun Peggo har två barn.